# Ạ
Das Ạ ist ein Buchstabe des lateinischen Schriftsystems, bestehend aus einem A mit einem Punkt unten. In der rotumanischen Sprache steht der Buchstabe für den Laut /⁠ɔ⁠/; das deutsche offen 'O' wie z. B. in toll. In rotumanischen Wörterbüchern wird der Buchstabe unter A einsortiert. Weiterhin steht das Zeichen in der vietnamesischen Sprache für den Buchstaben A im sechsten Ton.

## Darstellung auf dem Computer
Unicode enthält das Ạ an den Codepunkten U+1EA0 (Großbuchstabe) und U+1EA1 (Kleinbuchstabe).